# Adam McGeorge
Adam McGeorge (30 de marzo de 1989 en Rotorua) es un futbolista neozelandés que juega como mediocampista en el Romford.

## Carrera
Debutó en 2008 jugando para el Auckland City, club con el que ganó tres veces la Liga de Campeones de la OFC (2009, 2011 y 2012) y en una ocasión la ASB Premiership. En 2012 fue transferido al Team Wellington, aunque regresó al club de Auckland en 2013 para afrontar la Liga de Campeones de la OFC. A principios de 2014 firmó con el clásico rival del Auckland, el Waitakere United, al no ser tenido en cuenta por el técnico Ramon Tribulietx. Aun así, en 2015 regresó a los Navy Blues para volver a dejar el elenco en 2016. En 2017 fichó por el Romford inglés.

### Clubes
| Club             | País          | Año             |
| ---------------- | ------------- | --------------- |
| Auckland City    | Nueva Zelanda | 2008 - 2012     |
| Team Wellington  | Nueva Zelanda | 2012 - 2013     |
| Auckland City    | Nueva Zelanda | 2013            |
| Waitakere United | Nueva Zelanda | 2013 - 2014     |
| Auckland City    | Nueva Zelanda | 2015 - 2016     |
| Romford          | Inglaterra    | 2017 - Presente |

### Selección nacional
Su debut en representación de Nueva Zelanda se dio en un amistoso ante Honduras el 26 de mayo de 2012. Debido a algunas lesiones en la lista de convocados para la Copa de las Naciones de la OFC 2012, McGeorge fue llamado para integrar la plantilla oficial neozelandesa.
El 21 de junio de 2012, fue seleccionado entre los 18 jugadores que representaron a Nueva Zelanda en los Juegos Olímpicos de Londres 2012.

#### Partidos y goles internacionales
| Partidos y goles internacionales | Partidos y goles internacionales | Partidos y goles internacionales | Partidos y goles internacionales | Partidos y goles internacionales | Partidos y goles internacionales    | Partidos y goles internacionales |
| #                                | Fecha                            | Estadio                          | Rival                            | Resultado                        | Competición                         | Gol(es)                          |
| -------------------------------- | -------------------------------- | -------------------------------- | -------------------------------- | -------------------------------- | ----------------------------------- | -------------------------------- |
| 2012                             |                                  |                                  |                                  |                                  |                                     |                                  |
| 1                                | 26 de mayo                       | Estadio Cotton Bowl, Dallas      | Honduras                         | 1 – 0                            | Amistoso                            |                                  |
| 2                                | 6 de junio                       | Estadio Lawson Tama, Honiara     | Islas Salomón                    | 1 – 1                            | Copa de las Naciones de la OFC 2012 |                                  |

## Palmarés
| Título                | Club             | País          | Año     |
| --------------------- | ---------------- | ------------- | ------- |
| Campeonato de Fútbol  | Auckland City    | Nueva Zelanda | 2008/09 |
| Liga de Campeones     | Auckland City    | Nueva Zelanda | 2008/09 |
| Liga de Campeones     | Auckland City    | Nueva Zelanda | 2010/11 |
| Charity Cup           | Auckland City    | Nueva Zelanda | 2011    |
| Preolímpico de la OFC | Selección Sub-23 | Nueva Zelanda | 2012    |
| Liga de Campeones     | Auckland City    | Nueva Zelanda | 2011/12 |
| Liga de Campeones     | Auckland City    | Nueva Zelanda | 2013    |
| Charity Cup           | Auckland City    | Nueva Zelanda | 2013    |
| ASB Premiership       | Auckland City    | Nueva Zelanda | 2014/15 |
| Liga de Campeones     | Auckland City    | Nueva Zelanda | 2015    |
| Charity Cup           | Auckland City    | Nueva Zelanda | 2015    |